# Вільгельм Геммер
Вільгельм Геммер (нім. Wilhelm Hemmer; 14 січня 1886 — 12 липня 1944, Бад-Брамштедт) — німецький офіцер, гауптман вермахту. Кавалер Лицарського хреста Залізного хреста.

## Нагороди
- Залізний хрест 2-го і 1-го класу
- Золотий хрест «За військові заслуги»
- Почесний хрест ветерана війни з мечами
- Застібка до Залізного хреста 2-го і 1-го класу
- Лицарський хрест Залізного хреста (18 липня 1943) — як командир 2-ї роти 16-го батальйону постачання.